# 奥塔卡尔曼达帕姆
奥塔卡尔曼达帕姆（Othakalmandapam），是印度泰米尔纳德邦Coimbatore县的一个城镇。总人口9681（2001年）。

## 人口
该地2001年总人口9681人，其中男性4919人，女性4762人；0—6岁人口889人，其中男439人，女450人；识字率69.81%，其中男性为78.29%，女性为61.05%。